# Sten Insulander
Sten Denis Isidor Insulander, född 7 december 1902 i Stockholm, död 18 augusti 1998, var en svensk läkare och idrottsledare.
Insulander, som var son till överstelöjtnant Carl Johan Insulander och Elin Dehn, avlade studentexamen i Stockholm 1921, blev medicine kandidat 1925, medicine licentiat 1929 och medicine doktor 1933 på avhandlingen Experimentelle Untersuchungen über die Schutzkräfte des Tierkörpers gegen Bacillus histolytrius. Han blev assistentläkare vid Karlstads lasaretts medicinska avdelning 1929, dito och tillförordnad andre underläkare där 1930, extra läkare vid Piteå hospital och asyl 1929–1930, assistentläkare och tillförordnad underläkare vid Södertälje lasarett 1930, innehade kortare provinsialläkarförordnanden i Fastnäs distrikt 1929 och i Hjortkvarns distrikt 1930, var praktiserande läkare i Tumba 1930-1931, amanuens vid Karolinska Institutets hygieniska institution 1932–1933, tillförordnad underläkare vid Stockholms epidemisjukhus 1933–1934, andre underläkare vid Serafimerlasarettets medicinska klinik 1934–1935, stadsläkare i Djursholms stad och läkare vid landstingets epidemisjukhus där sedan 1935.
Insulander var ledamot av stadsfullmäktige i Djursholms stad 1943–1946, ordförande i hälsovårdsnämnden, fattigvårdsstyrelsen och nykterhetsnämnden 1937–1948, i Svenska Röda Korsets Djursholmskrets sedan 1937 och ledamot av Riksidrottsförbundets överstyrelse och förvaltningsutskott 1936–1945.
Insulander tävlade i yngre år i friidrott, tennis och vintersport för IFK Djursholm, i vilken förening han 1934–1938 var ordförande. Han var 1937–1946 och 1947–1948 ordförande i Svenska Cykelförbundet och ordförande i Nordiska Cykelförbundet från 1947. Som ledare av den svenska cykelsporten lyckades han bland annat få till stånd ett regelbundet tävlingsutbyte med kontinentens främsta cykelländer och skapade därigenom en av förutsättningarna för de svenska elitcyklisternas internationella framgångar 1938–1940. Han skrev en del idrottsmedicinska artiklar.